# Gotthard von Falkenhausen
Gotthard Ludwig Hans Dietrich Freiherr von Falkenhausen (* 20. Januar 1899 in Steinkirchen; † 1. November 1982 in Essen) war ein deutscher Bankier.

## Leben
Seine Eltern waren Freiherr Friedrich von Falkenhausen und Charlotte von der Marwitz-Friedersdorf, Tochter des Landrats Bernhard von der Marwitz und der Marie Gräfin von Itzenplitz. Sein Großvater war der ranghohe Offizier Ludwig von Falkenhausen.
Von Falkenhausen studierte Rechtswissenschaften an der Universität Göttingen und wurde dort Mitglied des Corps Saxonia. Nach Beendigung seiner Studien ließ er sich zunächst als Rechtsanwalt in Königsberg (Preußen) nieder, wurde 1929 Justiziar, dann stellvertretender Bankdirektor in Berlin. 1935 übernahm er die Filiale von Trinkaus in Essen und wurde 1938 persönlich haftender Gesellschafter.
1939 bis 1944 arbeitete er in Paris, wo er, unter anderem mit Caesar von Hofacker, die Pläne des Kreisauer Kreises für eine Neuordnung des Reiches nach dem geplanten Attentat auf Hitler überarbeitete. Nach dem Anschlag wurde er verhaftet, nach Berlin geschafft und am 19. Januar 1945 aus der Gestapo-Haft aus Mangel an Beweisen freigelassen. Während der Inhaftierung wurde von Falkenhausen, der zum 1. Mai 1937 der NSDAP beigetreten war (Mitgliedsnummer 5.607.094), aus der Partei am 16. Dezember 1944 ausgeschlossen.
Von Falkenhausen gehörte von 1948 bis 1968 der CDU-Fraktion im Rat der Stadt Essen an. 1952 gehörte er zu den Gründern des Vereins Atlantik-Brücke, den er von 1961 bis 1978 als Vorsitzender leitete.
Von 1960 bis 1970 war von Falkenhausen Präsident und dann Vizepräsident der Industrie- und Handelskammer für Essen, Mülheim an der Ruhr, Oberhausen zu Essen, von 1960 bis 1967 Präsident des Vorstandes des Bundesverbandes deutscher Banken (BdB). Außerdem war er Mitgründer der Deutsch-Französischen Industrie- und Handelskammer.

## Familie
Gotthard von Falkenhausen heiratete am 28. Juni 1926 in Leipzig Anne-Marie Körte, Tochter der Frieda Gropius und des Univ.-Prof. Alfred Körte. Anne-Marie und Gotthard von Falkenhausen hatten sechs Kinder, die zweitjüngste Tochter ist Byzantinistin Vera von Falkenhausen. Susanne von Falkenhausen ist seine Nichte.

## Auszeichnungen
Von Falkenhausen war Träger des Großen Bundesverdienstkreuzes mit Stern und Ehrenmitglied des Bundesverbandes der Deutschen Banken.